# Vinícius Simon
Vinícius Simon (Limeira, 17 de novembro de 1986), é um ex-futebolista brasileiro que atuava como zagueiro.

## Carreira
Criado nas categorias de base do Santos, estreou no time principal diante do Coritiba, em uma partida válida do Campeonato Brasileiro de 2008, realizada na Vila Belmiro, onde o Santos foi derrotado por 3x1.
Em 2009 foi emprestado ao Santo André, atuando por 1 ano e retornando ao clube no fim do contrato de empréstimo.
Em 2010, esteve presente no elenco campeão da Copa do Brasil, porém foi pouco aproveitado e acabou sendo emprestado para o Criciúma. Assim como no Santos, não foi aproveitado pelo time catarinense, e retornou novamente ao Santos no final da temporada.
Em 2011, o clube resolveu mantê-lo no elenco, porém ficando atrás de Edu Dracena, Durval, Bruno Rodrigo e Bruno Aguiar na preferência dos técnicos que passaram pelo clube durante o ano (Adilson Batista, Marcelo Martelotte e Muricy Ramalho). Ficou de fora da Libertadores e do Mundial de Clubes, porém esteve relacionado e jogou alguns jogos do Campeonato Paulista, ao qual foi campeão, e das últimas rodadas do Brasileirão quando o time titular foi poupado.
Em 2012, com a saída do zagueiro Bruno Aguiar, as férias dos jogadores titulares que disputaram o Mundial de Clubes e os jogos em que os jogadores titulares foram poupados por conta da Libertadores, Vinícius ganhou chances no início do Campeonato Paulista, marcando seu primeiro gol como profissional com a camisa do Santos no dia 12 de fevereiro, contra o Linense, o Santos venceu a partida 4x1. No mesmo ano, foi emprestado ao América Mineiro para a disputa da Série B.
Em 2013, foi emprestado ao Sport, retornando ao Santos no ano seguinte.
Retornando ao Santos no início de 2014, seria novamente emprestado, sendo o Goiás o próximo destino do zagueiro, mas com a lesão do zagueiro Edu Dracena, o novo treinador da equipe, Oswaldo de Oliveira, pediu a sua permanência no elenco. Fez o primeiro jogo na temporada apenas no dia 31 de julho, contra o Londrina pela Copa do Brasil. Saiu lesionado aos 26 minutos do primeiro tempo, com fortes dores no quadril.
Em 2015, foi emprestado ao Vila Nova, para a disputa do Campeonato Goiano da 2ª Divisão de 2015 e também para o Brasileiro Série C de 2015, onde foi campeão.
Já em 2018, o zagueiro foi contratado para integrar o elenco do Confiança, depois de uma rápida passagem pelo time do XV de Piracicaba. Pelo clube, foi o autor do gol de acesso à segunda divisão nacional na campanha da Série C de 2019 e participou do título estadual de 2020. No ano de 2021, não atuou devido à uma lesão que o deixou de fora da temporada.
Em 11 de julho de 2022, anunciou sua aposentadoria dos campos.
Em 2024, voltou da aposentadoria para defender o Carmópolis no Campeonato Sergipano.

## Títulos
Confiança
- Campeonato Sergipano: 2020

Santos
- Campeonato Paulista: 2011[1], 2012 [2]
- Copa Libertadores da América: 2011
- Recopa Sul-americana:2012
- Copa do Brasil: 2010

Vila Nova
- Campeonato Goiano - Segunda Divisão: 2015
- Campeonato Brasileiro - Série C: 2015